# Mecynometa argyrosticta
Mecynometa argyrosticta là một loài nhện trong họ Tetragnathidae.
Loài này thuộc chi Mecynometa. Mecynometa argyrosticta được Eugène Simon miêu tả năm 1907.